# 伊娃·施洛斯
伊娃·施洛斯MBE （婚前姓蓋林格（Geiringer），1929年5月11日—）是一位奧地利裔英國猶太人大屠殺倖存者、回憶錄作者，也是瑪戈與日記作家安妮·法蘭克之父奧托·弗蘭克的繼女。施洛斯廣泛參與有關納粹大屠殺的教育與紀念活動，亦是南加州大学大屠殺基金會「影像歷史檔案計劃」的參與者之一，透過錄製影片訪談用於教學用途。

## 生平

### 早年生活
伊娃出生於奧地利維也納一個猶太家庭，哥哥海因茲（Heinz）出生於1926年。1938年德奧合併後不久，蓋林格一家先後逃往比利時與荷蘭。她曾居住於阿姆斯特丹與安妮·法蘭克同一棟公寓，兩人年齡相仿（相差一個月），在11歲至13歲之間曾為玩伴。
1942年，為逃避納粹對阿姆斯特丹猶太人的追捕，伊娃與安妮各自與家人進入藏身狀態。然而在1944年5月，蓋林格一家因荷蘭地下組織中的雙面間諜出賣而遭逮捕，隨後被送往納粹德國設立的奧斯威辛集中營。她的父親與哥哥在集中營中不幸喪生，而她與母親雖重病纏身，最終仍於1945年被苏联军队解放。
戰後，母女倆返回阿姆斯特丹，期間與奧托·法蘭克恢復聯繫。彼時法蘭克正面對失去妻女的痛苦，並開始處理安妮所留下的日記手稿。1953年11月，伊娃的母親埃爾弗麗德（Elfriede，1905–1998）與奧托結婚。施洛斯隨後完成了中學教育，隨後在阿姆斯特丹大學學習藝術史。之後前往英國學習一年攝影。在那裡，她結識並嫁給茲維·施洛斯（Zvi Schloss），一位來自德國的猶太難民，他的父親曾被關押於達豪集中營，後來一家人在英屬巴勒斯坦定居。兩人婚後定居英國，並取得英國國籍。
施洛斯育有三個女兒，目前居住於倫敦。她的丈夫於2016年去世。

### 公共活動
在繼父奧托·法蘭克1980年逝世之前，施洛斯從未公開談論過她在集中營中的經歷。在見證了奧托為保存安妮記憶所付出的努力後，她感受到延續安妮精神的責任。此後，她開始在學校與教育機構演講，講述其家庭於大屠殺期間的經歷。她亦是英國安妮·法蘭克信託基金（The Anne Frank Trust UK）的共同創辦人。劇作家詹姆斯·斯蒂爾曾以她作為年輕猶太女性受迫害的經歷，創作舞台劇《然後他們來抓我們——安妮·法蘭克的世界回憶》（And Then They Came for Me – Remembering the World of Anne Frank）。
為保存倖存者的記憶，施洛斯參與了南加州大學大屠殺基金會的「影像歷史檔案計畫」，在此過程中她錄製了大量影片，並透過全息投影技術保留了問答內容。這些全息投影已被應用於博物館的互動展覽中，觀眾可向投影提問，獲得錄製的回應。
2019年3月，她在加利福尼亚州橙縣舉行新書巡迴活動期間，與紐波特港高中的學生、家長和教職員會面。此前一週，紐波特港、科斯塔梅薩高中/中學與埃斯坦西亞高中的一群學生曾在派對中擺出納粹禮姿勢，並圍繞啤酒乒乓球桌以納粹卍字擺放酒杯。因此施洛斯與學生分享她年輕時在大屠殺中的經歷，試圖讓他們重新檢視並了解「納粹象徵」的歷史意涵。
2021年6月，施洛斯重新取得奧地利國籍，成為英國與奧地利的雙重國民。

## 榮譽
2001年，施洛斯獲得英國诺森比亚大学榮譽博士學位。她於2013年獲頒MBE，並於2021年恢復奧地利國籍時，獲頒「奧地利共和國功績勳章」以表彰其貢獻。

## 著作
- 《伊娃的故事：安妮·法蘭克的繼姊所述的倖存者故事》（Eva's Story: A Survivor's Tale, by the Stepsister of Anne Frank，1988年）[4]
- 《約定》（The Promise，2006年）[4]
- 《奧斯威辛之後：我與奧托和安妮·法蘭克的記憶》（After Auschwitz: My Memories of Otto and Anne Frank，2013年）[4]

## 外部連結
- 伊娃·施洛斯（德国国家图书馆目录相关文献）
- Eva Schloss website
- Anne Sebba: "The story of Eva Schloss, Anne Frank's stepsister"[], The Times, 6 January 2009.
- Candice Krieger: "Eva Schloss is using her experience of Auschwitz and the Nazis to fight knife crime", The Jewish Chronicle（英语：The Jewish Chronicle）, 28 August 2008.
- Ori Golan: "Anne Frank: A Stepsister’s Story", The Jewish Journal of Greater Los Angeles（英语：The Jewish Journal of Greater Los Angeles）; accessed 26 September 2014.
- "Remembering Anne Frank", cnn.com; accessed 26 September 2014.